# Milan Čerešník
Milan Čerešník (* 23. listopadu 1950) je bývalý slovenský fotbalista, obránce.

## Fotbalová kariéra
V československé lize hrál za Spartak Trnava. Dal 6 ligových gólů. Do Trnavy přišel z Topoľčan a odešel do Spartaku Komárno.

## Ligová bilance
| Ročník                                   | Zápasy | Góly | Klub           |
| ---------------------------------------- | ------ | ---- | -------------- |
| 1. československá fotbalová liga 1977/78 | -      | 3    | Spartak Trnava |
| 1. československá fotbalová liga 1978/79 | 17     | 2    | Spartak Trnava |
| 1. československá fotbalová liga 1979/80 | 7      | 1    | Spartak Trnava |
| CELKEM                                   | -      | 6    |                |